# Bothrochilus meridionalis
Espèce
Synonymes
- Leiopython hoserae Hoser, 2000
- Bothrochilus hoserae (Hoser, 2000)
- Leiopython meridionalis Schleip, 2014

Statut CITES
Bothrochilus meridionalis est une espèce de serpents de la famille des Pythonidae. 

## Répartition
Cette espèce est endémique de la province ouest en Papouasie-Nouvelle-Guinée.

## Description
Bothrochilus meridionalis peut mesurer jusqu'à 2,5 m.

## Publications originales
- Hoser, 2000 : A Revision of the Australasian pythons. Ophidia Review, vol. 1, p. 7-27 (texte intégral).
- Schleip, 2014 : Two New Species of Leiopython Hubecht, 1879 (Pythonidae: Serpentes): Non-Compliance with the International Code of Zoological Nomenclature Leads to Unavailable Names in Zoological Nomenclature. Journal of Herpetology, vol. 48, no 2, p. 272-275.